# مانفريد رييس فيلا
مانفريد رييس فيلا هو شخصية أعمال وسياسي بوليفي، ولد في 19 أبريل 1955 في لاباز في بوليفيا. نشط حزبياً في Plan Progress for Bolivia – National Convergence ‏.